# Mãe Teté de Iansã
Juliana da Silva Baraúna (Salvador, 19 de junho de 1916 - Rio de Janeiro, 2 de março de 2006), melhor conhecida como Mãe Teté de Iansã ou somente Mãe Teté, foi uma importante sacerdotisa do Candomblé Queto que serviu como iaquequerê da Casa Branca do Engenho Velho em Salvador e ialorixá em sua casa no Rio de Janeiro.

## Vida
Juliana da Silva Baraúna nasceu em 19 de junho de 1916 no bairro do Carmo, em Salvador, e era filha da abiã Maria José da Silva e Lino Silva Baraúna. Por influência de sua mãe e sua avó Maria Efigênia da Conceição, ambas iniciadas no Candomblé Queto, teve a sua educação à iorubana. Se sabe ainda que era bisneta de Tia Santana, outra iniciada. Em 1932/33, aos 16 ou 17 anos de idade, foi iniciada pela ialorixá Maximiana Maria da Conceição, a dita Tia Massim, e seu orixá é Oiá (Iansã).
Em 23 de outubro de 1933, Juliana foi feita iaô, que corresponde à posição mais baixa na hierarquia do rito nagô. Por volta de 1962, no mesmo dia em que Maria Deolinda dos Santos, a Papai Oquê, foi sagrada ialorixá do terreiro Casa Branca do Engenho Velho (Ilê Axé Iá Nassô Ocá), foi sagrada iaquequerê do mesmo lugar. Secularmente, além de bordadeira, era quitandeira e vendia acarajé, cocada, bolo de milho e carimã, manauê de milho e arroz, sarapatel, etc. nos bairros do Uruguai e Machado.
Na década de 1970, mudou-se para a cidade do Rio de Janeiro, onde fundou seu terreiro em Guadalupe e serviu como sua ialorixá. Em 1983, por ocasião do seu cinquentenário sacerdotal, foi alvo de homenagem, que contou com a participação do então deputado federal Abdias do Nascimento, que discursou sobre a data na Câmara dos Deputados. No II Conferência Mundial da Tradição Orixá e Cultura, realizada em Salvador entre 17 e 23 de julho do mesmo ano, foi publicado um manifesto assinado por vários candomblecistas, inclusive Juliana, no qual se reafirmava que o sincretismo religioso, ao qual o candomblé esteve sujeito secularmente, estava superado. Ela faleceu em 2 de março de 2006.

## Avaliação
Segundo Abdias do Nascimento, a principal característica de Juliana era "o equilíbrio com que desempenha as suas funções sacerdotais, atenta a um só tempo ao particular e ao genérico, ao próximo e ao distante. É enérgica e doce, sempre." O próprio coloca ainda que muitos frequentadores de terreiros diziam que, quando possuída por Oiá, "é a Iansã mais bonita jamais vista".